# Spilogona pamirensis
Spilogona pamirensis este o specie de muște din genul Spilogona, familia Muscidae. A fost descrisă pentru prima dată de Adrian C. Pont în anul 1970. Conform Catalogue of Life specia Spilogona pamirensis nu are subspecii cunoscute.